# Liêu Bồi Phong
Liu Pui Fung (tiếng Trung: 廖培楓, sinh ngày 21 tháng 8 năm 1991 ở Hồng Kông) là một cầu thủ bóng đá Hồng Kông thi đấu ở vị trí tiền đạo chạy cánh cho câu lạc bộ tại Giải bóng đá ngoại hạng Hồng Kông Dreams.

## Sự nghiệp câu lạc bộ
Năm 2008, Liu gia nhập câu lạc bộ tại Hồng Kông Third Division Wong Tai Sin.
Ngày 28 tháng 11 năm 2015, Liu ghi bàn thắng đầu tiên ở Giải bóng đá ngoại hạng Hồng Kông 2015–16 trước Hong Kong Pegasus, which the match draws 2:2.
Ngày 31 tháng 1 năm 2018, Dreams thông báo rằng họ đã sở hữu Liu từ Hong Kong Rangers.